# 片角軍萱の戦い
片角軍萱の戦い（かたかくいくさがやのたたかい）は、1509年（永正6年）に下野国で行われた合戦。別名・片角原の戦いなど。

## 概要
名門武家長沼氏の故地である下野国への進出を狙う奥州長沼氏の長沼政義（鴫山城）は会津の戦国大名蘆名盛高を後ろ盾に主家である宇都宮氏を裏切り、長沼政義に内通した塩谷家臣関谷氏の協力を得て、下野国片角軍萱に侵攻したことに対し、下野の戦国大名・宇都宮成綱が迎え撃ち、蘆名・奥州長沼連合軍を撃退した戦いである。

## 開戦に至る経緯

### 長沼政義、下野侵攻
明応4年（1495年）、蘆名盛高に対し松本輔豊、伊藤民部らが謀反を企てるがすぐに発覚して、鎮圧された。その後、松本輔豊らは宇都宮成綱を頼り下野国を目指し逃れた。その際、長沼政義は逃亡者を30人ほど捕らえ討ち取るなど盛高へ協力的な姿勢をとった。さらに同年、長沼政義は下野国塩原に侵攻。下野小山氏の一族橘伊勢守が拠る要害山城へ攻め込んだ。橘伊勢守は要害山城の出城である狭間城で徹底防戦するが討ち取られてしまい、橘氏は滅亡した。
塩原荘は長沼氏の祖である長沼宗政の領土でもあり長沼氏の旧領であった。政義は旧領の奪還を果たしたのであった。

### 長沼政義、三依の戦いに勝利
要害山城を手中に収めた長沼政義は北上を目論む宇都宮成綱に対し、蘆名盛高や会津田島の自領からの援軍を受け三依の戦いで宇都宮勢を退けることに成功した。さらに要害山城の大改修を行うなど成綱に対抗した。奥州長沼氏は下野国国境付近から陸奥国南部を支配し全盛期を迎えた。また、蘆名盛高が奥州長沼氏に協力する理由としては、下野国進出への野心があったからだという。

## 片角軍萱の戦い
永正6年（1509年）、長沼政義は蘆名盛高ら蘆名勢の援軍を率いた連合軍で塩谷領の片角軍萱へ侵攻した。塩谷家臣の関谷氏は長沼政義に内通しており、今回の塩谷領侵攻に深く関わっていたという。宇都宮成綱ら宇都宮勢もこれを迎え撃った。成綱は関谷氏の裏切りに気づき攻撃した。結果、蘆名・長沼連合軍は総崩れとなり、宇都宮勢の大勝となった。長沼政義は塩原を捨て会津田島へ後退した。要害山城を手にした成綱は要害山城城主に塩原氏の塩原綱宗を任命した。

## 合戦後の影響
片角軍萱の戦いで長沼政義・蘆名盛高連合軍を破ったことにより下野国へと広がりつつあった奥州長沼氏の勢力圏は大きく後退。蘆名氏、奥州長沼氏との争いに決着がついた形となった。
以降、要害山城は慶長2年10月13日（1597年11月22日）の豊臣秀吉による下野宇都宮氏改易まで宇都宮方の奥州勢に対する城として機能した。